# Jomsviking
Jomsviking je deseti studijski album švedskog melodičnog death metal sastava Amon Amarth objavljen 25. ožujka 2016. godine, a objavila ga je diskografska kuća Metal Blade Records. Jedini je album s bubnjarom Tobiasom Gustaffsonom.

## Koncept
Jomsviking je prvi konceptualni album sastava. Pjevač Johan Hegg opisao je koncept albuma:

## Popis pjesama
Tekstovi i glazba: Amon Amarth. 
| 1.    | »First Kill«                                                | 4:21 |
| 2.    | »Wanderer«                                                  | 4:43 |
| 3.    | »On a Sea of Blood«                                         | 4:05 |
| 4.    | »One Against All«                                           | 3:38 |
| 5.    | »Raise Your Horns«                                          | 4:24 |
| 6.    | »The Way of Vikings«                                        | 5:11 |
| 7.    | »At Dawn's First Light«                                     | 3:51 |
| 8.    | »One Thousand Burning Arrows«                               | 5:50 |
| 9.    | »Vengeance Is My Name« (bonusova pjesma na izdanju digipak) | 4:41 |
| 10.   | »A Dream That Cannot Be«                                    | 4:23 |
| 11.   | »Back on Northern Shores«                                   | 7:08 |
| 52:08 |                                                             |      |

| Bonus pjesme na japonskom izdanju | Bonus pjesme na japonskom izdanju | Bonus pjesme na japonskom izdanju | Bonus pjesme na japonskom izdanju | Bonus pjesme na japonskom izdanju | Bonus pjesme na japonskom izdanju | Bonus pjesme na japonskom izdanju | Bonus pjesme na japonskom izdanju | Bonus pjesme na japonskom izdanju | Bonus pjesme na japonskom izdanju |
| Br.                               | Skladba                           | Trajanje                          |                                   |                                   |                                   |                                   |                                   |                                   |                                   |
| --------------------------------- | --------------------------------- | --------------------------------- | --------------------------------- | --------------------------------- | --------------------------------- | --------------------------------- | --------------------------------- | --------------------------------- | --------------------------------- |
| 12.                               | Bez naslova                       | 4:55                              |                                   |                                   |                                   |                                   |                                   |                                   |                                   |
| 13.                               | »Death in Fire« (uživo)           | 5:05                              |                                   |                                   |                                   |                                   |                                   |                                   |                                   |
| 62:08                             |                                   |                                   |                                   |                                   |                                   |                                   |                                   |                                   |                                   |

## Zasluge
| Amon Amarth - Ted Lundström – bas-gitara - Olavi Mikkonen – gitara - Johan Hegg – vokal - Johan Söderberg – gitara Dodatni glazbenici - Tobias Gustafson – bubnjevi - Doro Pesch – vokali (pjesma 9.) | Ostalo osoblje - Andy Sneap – producent, snimanje, mix - Tom Thei – naslovnica albuma - Thomas Ewerhard – grafika, grafički dizajn - Niclas Mortensen – grafika - John Lorenzi – grafika - Sam Didier – grafika - Christian Sloan Hall – grafika - Adi Kalingga – grafika - Garip Jensen – fotografije, montaža |